# Магдалена фон Хонщайн
Магдалена фон Хонщайн (на немски: Magdalene von Honstein; * ок. 1480; † 28 юни 1504 г. в Зондерсхаузен) е графиня от Хонщайн-Клетенберг и чрез женитба графиня на Шварцбург-Бланкенбург.
Тя е най-възрастната дъщеря на граф Ернст IV фон Хонщайн-Клетенберг (* ок. 1440; † 1508) и първата му съпруга Маргарета фон Ройс-Гера (* ок. 1440), дъщеря на Хайнрих X фон Гера-Шлайц (* 11 октомври 1415) и графиня Анна фон Хенеберг-Рьомхилд (* 1424). Баща ѝ се жени втори път за графиня Фелицитас фон Байхлинген (* ок. 1440).
Сестра е на граф Ернст V фон Хонщайн-Клетенберг (1470 – 1552) и на Вилхелм фон Хонщайн, епископ на Страсбург (1506 – 1541).

## Фамилия
Магдалена се омъжва 1498 г. за граф Хайнрих XXI фон Шварцбург-Бланкенбург/XXXI (* 1473; † 4 август 1526 в Нордхаузен), син на Гюнтер XXXVIII фон Шварцбург-Бланкенбург († 1484) Катарина фон Кверфурт († 1521). Тя е първата му съпруга. Те имат децата:
- Гюнтер XL „Богатия“ (* 31 октомври 1499; † 10 ноември 1552), граф на Шварцбург-Бланкенбург, женен на 19 ноември 1528 г. за графиня Елизабет фон Изенбург-Бюдинген-Келстербах († 1572)
- Анна (* 7 септември 500; † ок. 1525), монахиня
- Маргарета (* 19 май 1502; † март/април 1540), абатиса на манастир Кведлинбург (1523 – 1525)
- Хайнрих XXXIII (* 5 февруари 1504; † 5 август 1528, удавен), граф на Шварцбург-Франкенхаузен (1526 – 1528)
- Хайнрих XXXIV (* 7 август 1507; † 10 януари 1537), граф на Шварцбург-Франкенхаузен (1528 – 1537), женен 1531 г. в Дрезден за Маргарета фон Шьонберг († сл. 1537)

Магдалена умира на 28 юни 1504 г. в Зондерсхаузен. Нейният съпруг се жени втори път 1506 г. за графиня Анна фон Насау-Висбаден-Идщайн (* 9 юли 1490 в Лайден; † 10 ноември 1550), дъщеря на граф Адолф III фон Насау-Висбаден-Идщайн и Маргарета фон Ханау-Лихтенберг.